# كودي نيلسون
كودي نيلسون (بالإنجليزية: Cody Nelson)‏ هو لاعب دوري الرغبي أسترالي، ولد في 13 نوفمبر 1988 في Mullumbimby ‏ في أستراليا.